# Phylidorea (Macrolabina) pernigrita
Phylidorea (Macrolabina) pernigrita is een tweevleugelige uit de familie steltmuggen (Limoniidae). De soort komt voor in het Palearctisch gebied.